# Dernauer Pfarrwingert
Der Dernauer Pfarrwingert ist eine Einzellage im deutschen Weinbaugebiet Ahr und gilt als Spitzenlage in der Gemeinde Dernau. Sie ist Teil der Großlage Klosterberg im Bereich Walporzheim/Ahrtal. Die Rebflächen liegen auf einer Höhe von 125 bis 220 m ü. NHN. Der Pfarrwingert teilt sich die ideale Ausrichtung mit der Lage Dernauer Hardtberg, die östlich sowie oberhalb der Lage Pfarrwingert beginnt.
Der Name dieser Einzellage ist vom Wort Wingert (Weingarten) abgeleitet. Tatsächlich handelt es sich beim Pfarrwingert um einen ehemaligen Besitz der katholischen Pfarrkirche von Dernau.
Die nach Süden ausgerichtete Steillage umfassen knapp 10 Hektar Rebfläche mit bis zu 60 % Hangneigung. Nur 10 % dieser Fläche sind hängig, der Rest steil. Auf den Grauwacke- und Schieferwitterungs-Böden werden die Rotweinsorten Spätburgunder (67 %), Blauer Portugieser (11 %), Dornfelder, Frühburgunder und Regent (11 %) angebaut. Bei den weißen Sorten überwiegen Riesling, Kerner, Müller-Thurgau und Optima (11 %). Die noch Anfang der 1970er-Jahre beliebten Portugieser und Riesling-Rebe (ihr Anteil damals war jeweils 45 %) verloren enorm an Bedeutung.
Von der ausgewiesenen Fläche sind zurzeit rund neun Hektar bestockt.
In den Tiefen des Berges verbirgt sich ein ehemaliger Bunker der Bundesregierung. In der Lage Dernauer Hardtberg befindet sich mit Bauteil 223 der westliche Zugang zum Regierungsbunker.
Anteile an der Lage haben zum Beispiel die VDP - Weingüter Kreuzberg und Meyer-Näkel.